# Sociedad Sueco-Hispano-Americana de Gotemburgo
Sociedad Sueco-Hispano-Americana de Gotemburgo, eller i dagligt tal Svensk-Spanska Föreningen, bildades på Palace Hotel i Göteborg den 28 maj 1920. Initiativet togs av Don Ernesto Correa, Chiles dåvarande generalkonsul i Göteborg. Syftet med bildandet var att "arbeta för vidgad språklig, kulturell och kommersiell kontakt mellan länder med spanskt språk och kretsar i Sverige intresserade härav."
Den första styrelsen bestod av generalkonsul Correa, vice ordförande friherrinnan Olga Nordenskiöld, sekreterare fröken Viva Carlstein och skattmästare fröken Carmen Moriel. Då den första matrikeln trycktes i samband med utgivandet av föreningens stadgar 1922, upptogs 44 personer som medlemmar. Föreningens officiella språk var enligt stadgarna spanska.    